# Рабство у славян
Рабство имело место в истории славянских народов.

## Чехия

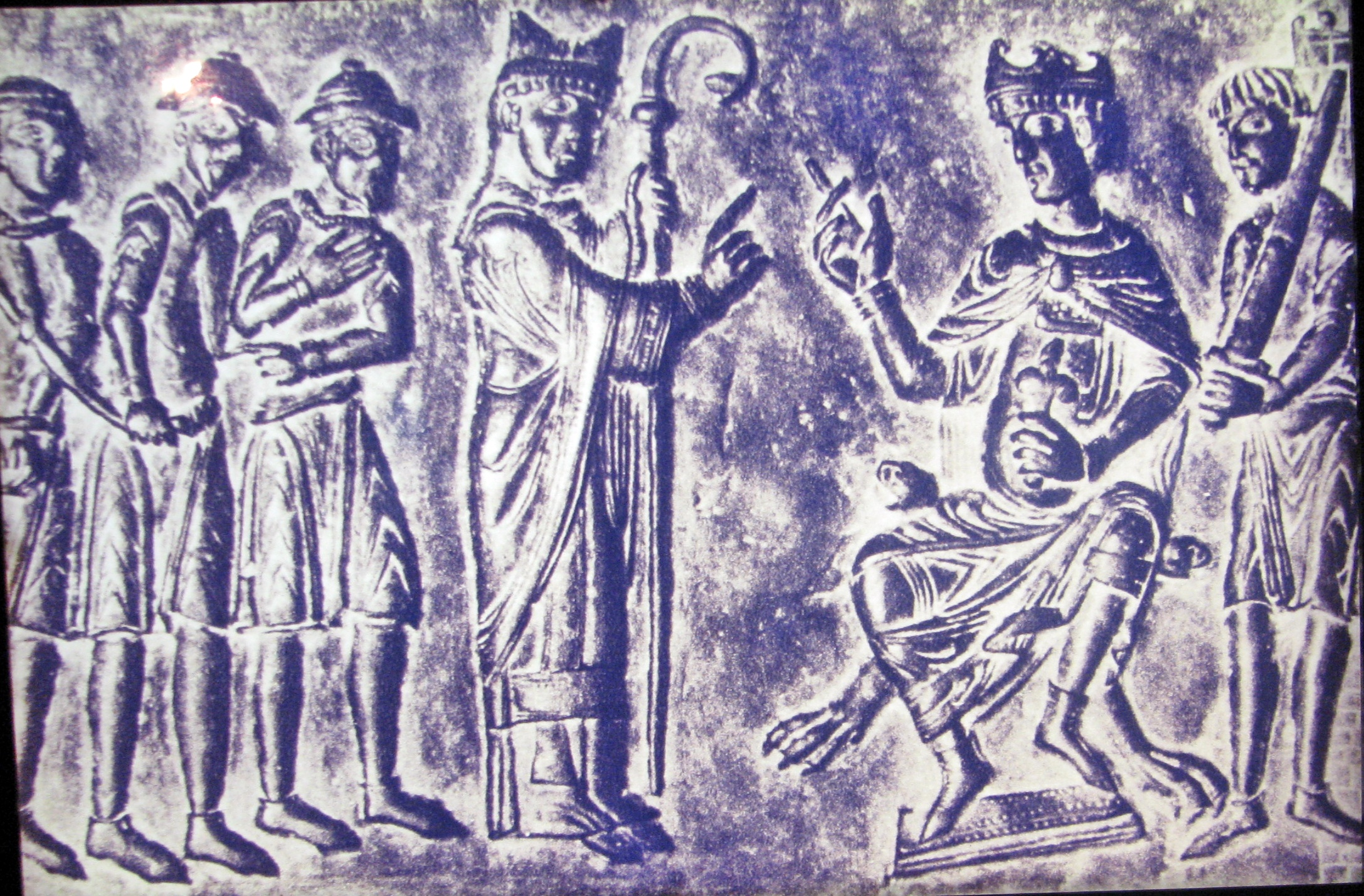
Еврейский работорговец перед Болеславом Грозным

У чехов торговля военнопленными рабами велась уже при Бржетиславе I (1034-55); тогда же в рабство отдавались и за совершение известных[каких?] преступлений, и за нарушение брачного союза[кем?], а также и неоплатные должники. Известны случаи освобождения рабов в Чехии по милости владельца (1108, 1132 годы), или по выкупу (1167).

## Польша
В Польше о существовании рабства ещё в середине XIII века свидетельствует один памятник польского обычного права, написанный на немецком языке; в нём не говорится о рабах, но говорится о рабынях, которые покупались, давались в приданое, словом, находились в гражданском обороте наравне с движимыми вещами. У поморских славян также были рабы, главным образом из военнопленных.

## Сербия
В различных сербских памятниках находится много известий о рабах («челядин, сиракь, челядь, работьник, робь»); к ним по положению можно приравнять и «отроков». В § 21 Законника Душана («и кто продаст христианина в иноверную веру, тому пусть отсечется рука и отрежется язык») можно видеть указание на существование у сербов рабства в XIV веке.

## Славяне Адриатики
У славян адриатических уже в IX—X веках велась работорговля. Из статутов прибрежных островов и городов Далмации можно заключать о существования здесь рабства. Главным поводом к рабству служила война с внешними врагами и внутренняя борьба между владельцами, племенами и общинами. Так как жители Далмации не имели довольно земли, чтобы приучать рабов к земледелию, то появилась торговля рабами, не прекращавшаяся несмотря на запрещения. Рабов можно было продавать, закладывать, отдавать в уплату долга, давать в приданое дочерям, отпускать на волю. Рабство простиралось на потомков через рождение. Обращение с рабами было не мягкое, но все же раб был не совсем вещью и господин не имел власти над жизнью и смертью раба. Беглых рабов господин мог отыскивать через приставов. Никто не имел права что-либо покупать или брать в заклад от рабов. За вред, причинённый кому-нибудь рабом, отвечал господин последнего. В далматинских статутах мы находим также следы рабства за долги. Имели рабов и дубровничане, как видно из грамот. Среди других предметов торговли они не брезговали и рабами, которых в изобилии доставляла Босния.

## Русь (Средние века)

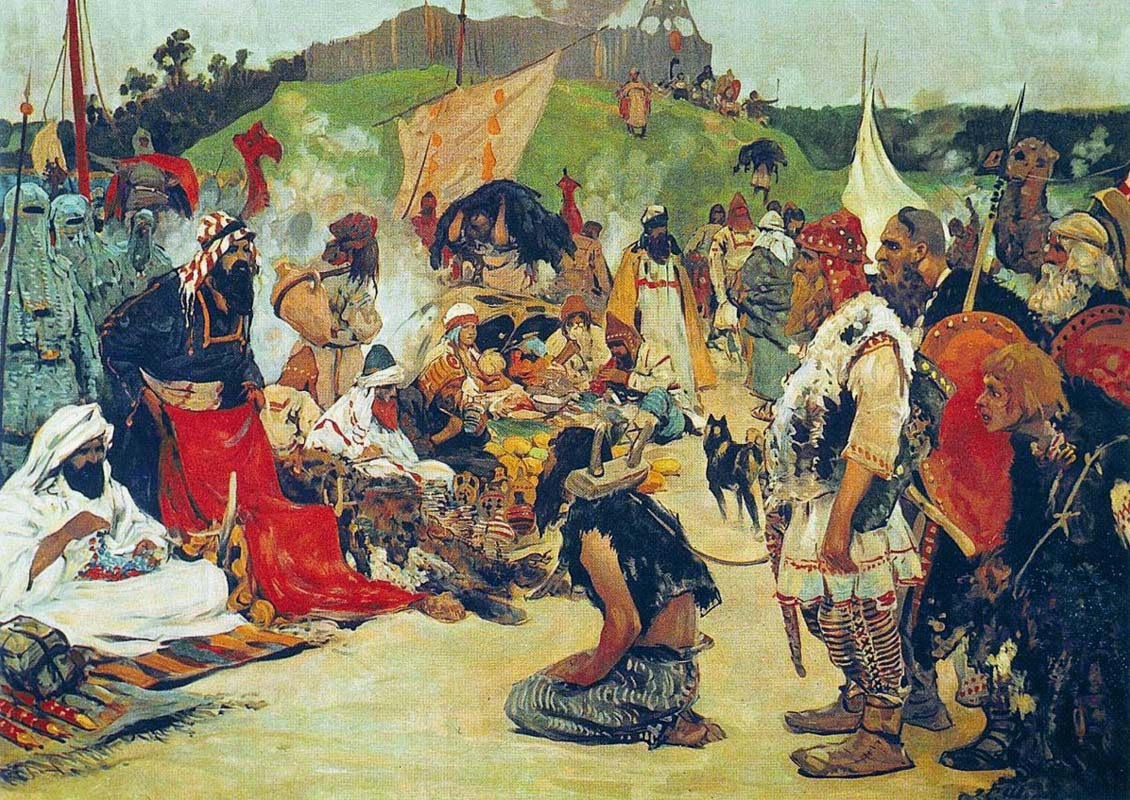
«Торг в стране восточных славян». Картина С. В. Иванова

Среди зависимого населения древней Руси IX—XII веков весьма существенное место занимали рабы. Их труд даже преобладал в древнерусской вотчине. В современной исторической науке особенно популярной является идея о патриархальном характере рабовладения на Руси. Но в литературе есть и другие мнения. П. Н. Третьяков, касаясь рабства у славян и антов, писал: 
Рабов продавали и покупали. Рабом мог стать член соседнего племени. Во время войн рабы, особенно женщины и дети, являлись непременной и очень важной частью военной добычи. Вряд ли можно рассматривать все это в качестве примитивного патриархального рабства, которое было распространено у всех первобытных народов. Но это не было, конечно, и развитым рабовладением, оформившимся как целостная система производственных отношений.
Русская Правда также указывала и другие источники появления рабов на Руси, помимо захвата пленных. Такими источниками являлись: самопродажа в рабство, брак с рабыней, поступление в услужение (в тиуны, ключники) «без ряду» (то есть без заключения договора), банкротство. Также рабом мог стать беглый закуп или человек, совершивший тяжкое преступление. Исследователь Е. И. Колычева о рабстве в древней Руси пишет следующее: 
…холопство на Руси как правовой институт не представляло собой нечто исключительное, неповторимое. Для него характерны те же важнейшие черты, что и для рабства в других странах, в том числе и для античного рабства.
На Руси существовало несколько форм рабства: холопство и челядинство (В VI—IX веках челядь — рабы-пленники. В IX—X веках они стали объектом купли-продажи. С XI века термин «челядь» относился к части зависимого населения, занятого в феодальном хозяйстве. В середине XI века его сменил термин «холопы». В XVIII—XIX веках слово «челядь» обозначало дворовых людей помещика).
О рабстве на Руси известно из многих средневековых источников, в частности, из законов «Русской Правды» киевского князя Ярослава Мудрого. Кроме того, некоторые народы (в частности, варяги-русь) имели в качестве основного источника дохода похищение и продажу рабов. В частности, арабский путешественник первой половины X века Ибн Фадлан описывает работорговлю варягов-руси в волжском городе Булгар.
Что же касается ар-Русийи, то она находится на острове, окруженном озером. Остров, на котором они (русы) живут, протяженностью в три дня пути, покрыт лесами и болотами, нездоров и сыр до того, что стоит только человеку ступить ногой на землю, как последняя трясется из-за обилия в ней влаги. У них есть царь, называемый хакан русов. Они нападают на славян, подъезжают к ним на кораблях, высаживаются, забирают их в плен, везут в Хазаран и Булкар и там продают. Они не имеют пашен, а питаются лишь тем, что привозят из земли славян».
Жители Руси весьма активно занимались работорговлей. Так, В. Ключевский писал: «Уже в Х—XI вв. челядь составляла главную статью русского вывоза на черноморские и волжско-каспийские рынки. Русский купец того времени всюду неизменно являлся с главным своим товаром, с челядью. Восточные писатели X в. в живой картине рисуют нам русского купца, торгующего челядью на Волге; выгрузившись, он расставлял на волжских базарах, в городах Болгаре или Итиле, свои скамьи, лавки, на которых рассаживал живой товар — рабынь. С тем же товаром являлся он и в Константинополь. Когда греку, обывателю Царьграда, нужно было купить раба, он ехал на рынок, где „русские купцы приходяще челядь продают“ — так читаем в одном посмертном чуде Николая-чудотворца, относящемся к половине XI в.» И. Фроянов писал: Есть достаточно данных, чтобы говорить о значительном подъеме работорговли у восточных славян IX-X вв. Если в прежнюю эпоху выкуп из рабства преобладал над торговлей рабами, то с этих пор превалировать начинают торговые сделки живым товаром. Причем, хотя и очень медленно, но шаг за шагом развивается внутренняя работорговля, достигшая в X в. некоторых успехов.
Поставщиками крымской работорговли на Руси выступали не только южные, соседние с Крымским ханством, но и северные земли. После XII века, а в особенности в XV и XVI веках, множество людей на продажу добывалось новгородцами и московитами на севере Европы. Славяне регулярно вторгались в финские области исключительно с целью захвата рабов. Новгородские хроники сохранили сведения о почти сотне таких набегов, после которых охотники за людьми «со многим полоном возвратися в свояси».
Положение рабов на Руси было сходно с положением крепостных. Отличие состояло в том, что рабство — это система устройства общества, а крепостное право — совокупность юридических норм феодального государства. Крепостной мог перейти к другому хозяину на Юрьев день и мог иметь собственность. Раб был лишён такой возможности.
В дальнейшем рабы слились с холопами, дворовыми людьми и другими категориями крепостных.

## Россия (Новое время)
Поставка рабов в Крым с севера шла по накатанному пути с XIII века по XVIII включительно. Этим занимались и днепровские, и донские казаки, и заперекопские ногайцы, и русские.
Так, гетман Пётр Дорошенко в 1670-х годах отправлял в Крым казачьи семьи, пытавшиеся перебежать к его противнику И. Самойловичу. Из России крупная партия рабов (лифляндских и ингерманландских) была доставлена в Крым в начале XVIII века. Это была добыча петровских казаков в Северной войне.
Далее, во время походов Миниха и Ласси (1730-е годы) русские снова открыли «сезоны» массовой работорговли, при этом товар доставлялся с Кавказа.
Относительно порабощения населения, удерживаемого внутри страны:
- Крепостное право
- Рабство в России
- Рабство в Российской Федерации
- Торговля людьми на Украине
- Холопство

## Отражение в культуре неславянских народов
В языках многих народов Европы, Северной Африки и Ближнего Востока, прямо или опосредованно (через морскую торговлю) задействованных в работорговле средиземноморского бассейна, слово «раб» происходит от этнонима «славянин»: англ. slave, араг. esclau, нидерл.  slave, slaaf, брет. sklav, нем. Sklave, арабск. «сакалиба», алб. skllav, астур. esclavu, баск. esklabua, esklabo, галис. escravo, греч. σκλάβος, скля́бос, гэльск. slave, валлон. èsclâve, дат. slave, фр. esclave, идиш שקלאַף‎ shklaf, ирл. Sclábhaí, исп. esclavo, итал. schiavo, кат. esclau, esclava, корс. schiavu, лат. sclavus, лимб. slaof, люкс. Sklave, мэн. sleab, мальт. skjav, iskjavi, норв. slave, окс. esclau, порт. escravo, пьем. sciav, рум. sclav, сиц. schiavu, сард. isclavu, iscravu, iscrau, isciabu, isciau, швед. slav, западнофлам. slaaf, эстр. esclavu. Существует также версия, что этноним серб, один из древнейших у славян, также отражён в ряде языков Европы и Средиземноморья в значении «раб»: лат. servus, старофр. serf, англ. serf, араг. sierbo, гэльск. seirbhiseach, ирл. seirbhiseach, итал. servo, кат. serf, порт. servo, сард. servu.